# Orok
Los orok (ороки en ruso, autodenominados ulta o ulcha), algunas veces denominados uilta, son un pueblo del óblast de Sajalín en Rusia, principalmente en la parte oriental de la isla de Sajalín. El idioma orok pertenece al grupo meridional de las lenguas tunguses. Según el censo ruso de 2002, 346 orok vivían en el norte de Sajalín, junto al mar de Ojotsk, y en el sur de Sajalín, en el distrito de la ciudad de Poronaysk.

## Etimología
Se cree que el nombre orok deriva del exónimo oro utilizado por un grupo tungús y que significaría ‘reno domesticado’. El endónimo con el que los orok se llaman a sí mismos es ul'ta, probablemente de la raíz ula (que también significa ‘reno doméstico’ en orok). Otra forma que usan para denominarse a sí mismos es nani. Ocasionalmente los orok, así como los oroch y los udege, reciben erróneamente el nombre de orochons.

## Población y asentamientos
El número total de orok en Rusia según el censo de 2002 era de 346 personas, casi todos en el óblast de Sajalín. La mayoría viven en tres poblaciones: Poronaysk, Nogliki y la aldea de Val, en el distrito de Noglisky, donde viven 144 orok. Otros lugares donde se pueden encontrar orok son los pueblos de Gastello y Vakhrushev en el distrito de Poronaysky, el pueblo de Viakhtu en el distrito de Alexandrovsk-Sajalinsky, el pueblo de Smirnij en el distrito de Smirnijovsky, en el distrito de Ojinsky y en Yuzhno-Sajalinsk, centro administrativo del óblast de Sajalín.
Aparte de en estos lugares también hay orok en la isla de Hokkaido, Japón. En 1989 había una comunidad de unas 20 personas cerca de la ciudad de Abashiri. Su número actual es desconocido.

## Historia
La tradición oral orok indica que los orok comparten historia con los ulch y que emigraron a Sajalín desde el área del río Amgun en la Rusia continental. Las investigaciones muestran que esta migración probablemente tuvo lugar durante el siglo XVII como muy tarde.
El Imperio ruso obtuvo el dominio sobre el territorio orok tras el Tratado de Aigun de 1858 y la convención de Pekín de 1860. Los rusos establecieron una colonia penal en Sajalín entre 1857 y 1906 y llevaron gran cantidad de criminales rusos y exiliados políticos, entre los que se encontraba Lev Sternberg, uno de los primeros etnógrafos en estudiar a los orok y a otros pueblos indígenas de la isla como los nivjis o los ainu. Antes de la colectivización soviética de la década de 1920 los orok estaban divididos en cinco grupos, cada uno de ellos con su propia zona migratoria. Sin embargo, tras la revolución bolchevique de 1922, el nuevo gobierno de la Unión Soviética modificó las anteriores políticas imperiales hacia los orok  para mantenerlos bajo control y acercarlos a la ideología comunista. En 1932 los orok del norte se unieron a la granja colectiva de Val, especializada en la cría de renos, junto con pequeñas cantidades de nivjis, evenkis y rusos.
Tras la Guerra ruso-japonesa el sur de Sajalín pasó a control del Imperio de Japón, que lo administró con el nombre de prefectura de Karafuto. Los orok fueron clasificados como "nativos de Karafuto" (樺太土人) y no entraron en los registros familiares de estilo japonés, en contraste con los ainu, que tenían registros familiares como los del territorio principal japonés. Por tanto, al igual que los coreanos de Sajalín y los nivjis, pero a diferencia de los ainu, los orok no fueron incluidos en la evacuación de japoneses después de la invasión soviética de 1945. Algunos nivjis y orok que habían servido en el Ejército Imperial Japonés fueron retenidos en campos de trabajos forzados soviéticos; tras los juicios a finales de los 50 y 60 se les reconoció como ciudadanos japoneses y se les permitió emigrar a Japón. La mayoría se estableció cerca de Abashiri, en Hokkaido. En 1975 Dahinien Gendānu fundó la Kyokai (aprox. asociación) Uilta de Japón se fundó para luchar por los derechos de los orok y para preservar las tradiciones de su pueblo.

## Lengua y cultura
La lengua orok pertenece al grupo meridional de las lenguas tunguses. En la actualidad 64 personas de los orok de Sajalín hablan este idioma y todos los orok hablan ruso. En 2007 crearon una escritura basada en el alfabeto cirílico y se ha publicado un manual básico; una escuela de Sajalín enseña el idioma.
Los orok comparten vínculos lingüísticos y culturales con los otros pueblos tunguses pero antes de la llegada de los rusos se diferenciaban económicamente de ellos por su cría y explotación de los renos, que les proporcionaban (especialmente en el norte de la isla) comida, prendas y transporte. Los orok practicaban también la pesca y la caza pero su contacto con los rusos provocó un cambio masivo en su forma de vida y su cultura y la mayoría de orok actuales son sedentarios. Algunos orok del norte aún practican el pastoreo seminómada junto al cultivo de verduras y la ganadería de vacuno; en el sur las ocupaciones principales son la pesca y el trabajo industrial.